# Wangaratta
Wangaratta é uma cidade catedral no nordeste de Vitória, na Austrália, a aproximadamente 250 km (160 milhas) de Melbourne ao longo da Hume Highway. A cidade tinha uma população urbana estimada em 19.318 em junho de 2018. Wangaratta registrou uma taxa de crescimento populacional de quase 1% ao ano desde 2016 a 2018, que é a segunda maior de todas as cidades no nordeste de Vitória.